# Yacas
Yacas è un Computer Algebra System (CAS) in grado di eseguire calcoli numerici, simbolici, grafici e altre operazioni correlate. Il nome è un acronimo di Yet Another Computer Algebra System. È scritto in C++.
Rilasciato sotto la GNU General Public License, Yacas è free software.
YACAS è un facile CAS per scopi non specializzati, è un programma per il calcolo numerico o il calcolo simbolico. Usa un suo linguaggio di programmazione interno, interpretato, per la manipolazione simbolica di funzioni matematiche. Il sistema è pubblicato assieme ad una libreria di funzioni di base, consentendo facilmente di estendere le libreria con nuovi algoritmi. Yacas possiede una estesa documentazione riguardante linguaggi, funzionalità e scripting (algoritmi).
Yacas crea semplici input e output in ASCII o in OpenMath, o interattivamente o in batch mode.

## Difetti
La funzione N() di Yacas restituisce un numero in notazione non-scientifica.
Esempio:
Calculating e^123.456 returns
In> Exp(123.456)
Out> Exp(123.456)
In> N(%)
Out> 0.4132944352e54
La convenzione invece richiederebbe che il risultato fosse espresso come 4.132944352e53